# برك التبريد

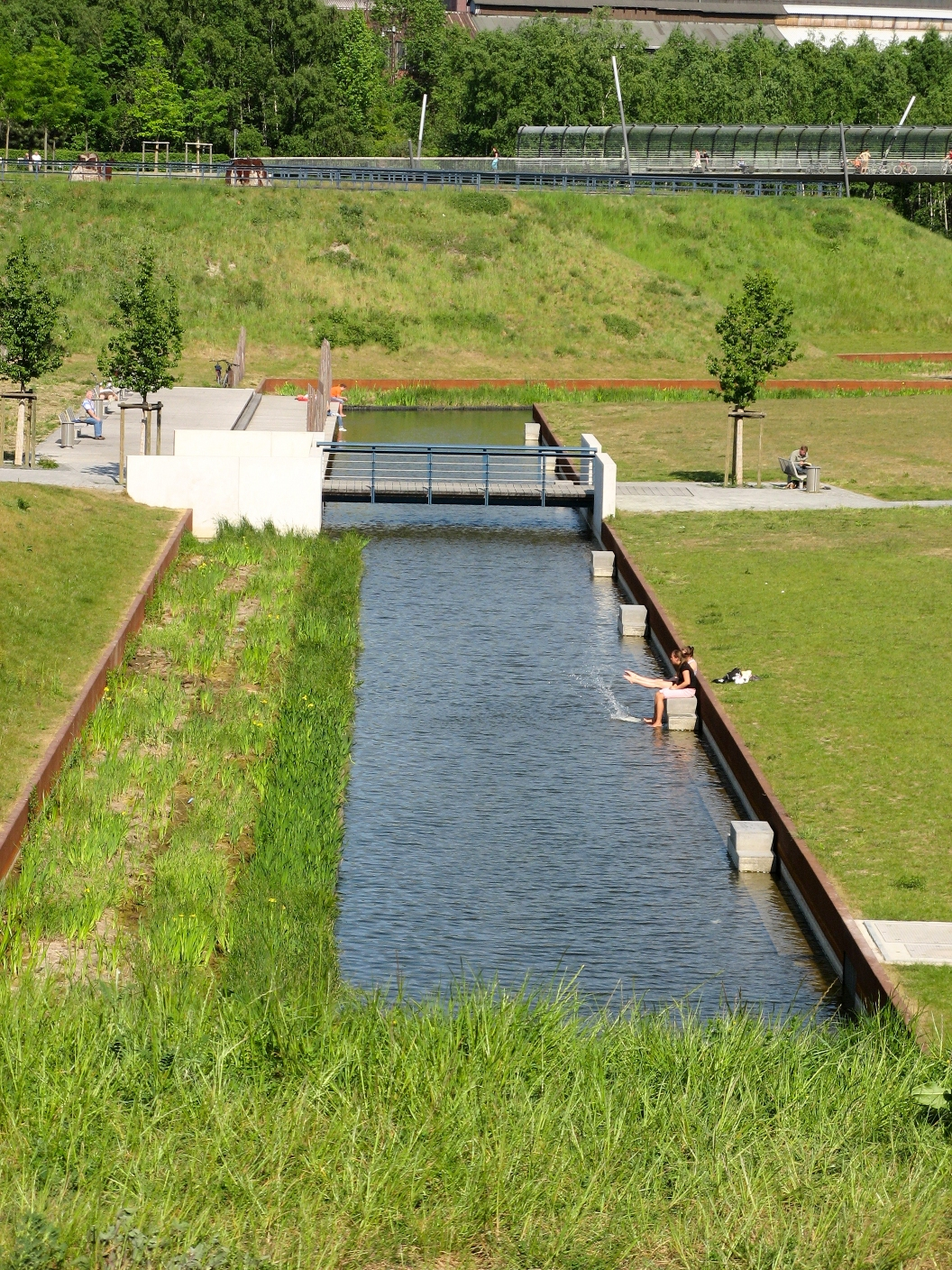

بركة التبريد هي برك من الصنع البشري هدفها الرئيسي هو تبريد الماء الساخن وتخزينه ودعم انظمة التبريد المائية بالقرب من مصانع الطاقة أو منشأة صناعية مثل مصفاة تكرير النفط
  .و مصنع الورق واستخراج اللب والمصنع الكيميائي ومصنع الفولاذ والمصهر.

## نظرة عامة
.البرك التبريدية تستخدم عندما يكون هناك مساحة كافية كبديل للابراج التبريدية أو بدلا من تفريغ المياه الساخنة في الانهار القريبة أو الشواطئ الساحلية
العملية تتم من خلال استخدام المياه مرة واحدة ثم يتم التخلص منها، الاستخدام الثاني للمياه يمكن ان يسبب تلوث حراري للمياه
أيضا تستخدم البرك التبريدية في عمليات التبريد والتكييف للهواء في المباني الضخمة كبديل عن الابراج التبريدية
تستقبل البحيرة الطاقة الحرارية من مكثفات المصنع خلال عملية إنتاج الطاقة  ثم تتبدد هذه الطاقة بسبب التبخر بشكل رئيسي وعمليات النقل الحراري  
في حال تم تبريد الماء في البركة يتم إعادة استخدامها من قبل المصنع ويتم إضافة مياه جديدة بدلا من الماء المتبخر  
في بحث نشر عام 1970 من قبل وكالة حماية البيئة الأمريكية  اقرت بان البرك التبريدية اقل تكلفة كهربائية من ابراج التبريد وبنفس الكفائة  
كان ختام التقرير بان البرك التبريدية ستعمل على النحو الأمثل  ضمن حدود درجة حرارة خمسة فهرنهايت باستخدام المياه الطبيعية بكمية أربعة
فدانات  تقريبا لكل  واحد ميغاواط من الطاقة الحرارية المتبدد.

## امثلة
- بحيرة آنا هي بركة تبريد في فيرجينا التي تزود مياه التبريد لمحطة شمال آنا لتوليد الطاقة النووي لهذه البركة استخدامات ترفيهية مثل اصطياد السمك والسباحة والركوب في القوارب والتنزه بالإضافة الي كونها بركة تبريدية لمصنع الطاقة النووية
- البركة التبريدية لمحطة تشيرنوبيل للطاقة النووية التي تتميز بالبيئة البرية بالرغم من وجود طاقة اشعاعية في المنطقة ويوجد تقارير لسمك السلور يعيش في المنطقة باوزان  350 باوند وعمر يصل إلى 50 عام.
- مركز كولومبيا للطاقة بالقرب من  المحيط الهادئ، ويسكونسن، محطة توليد طاقة تعمل بالفحم المشتعل بطاقة 1000 ميغاواط يتم استخدام نظام تبريد مزدوج لتخفيض درجة الحرارة الذي يتكون من بركة تبريد وبرجين للتبريد، ترتبط البركة والأبراج بشكل متوازي للمساعدة في تبديد الطاقة الحرارية التي ترتفع بشكل سريع.
- .عام 1994 مفاعل مركز يونغبيون للبحث العلمي النووي في كوريا الشمالية كان تحت رقابة الولايات المتحدة وأخذت قضبان الوقود النووي من المفاعل ووضعت في منشأة البرك التبريدية تم إزالة قضبان الوقود منذ ذلك الحين.
- في المملكة المتحدة تم الحصول على مياه التبريد للمحركات التي تعمل بالزيت من برك مياه التبريد  Ashford في محطة توليد الكهرباء   الشئ الأساسي في آلية التبريد للبرك هو الانتقال الحرارة من سطح المياه.
- .لحفظ الطاقة في بولتون، المملكة المتحدة تم تبريد المياه باستخدام اربع برك تبريدية تستخدم رشاشات الماء للتبريد  back o' عند 89 ميغاواط في محطة الحجم الصغير لقطرات الرذاذ تحسن عملية الانتقال الحراري والتبخر، تبلغ سعة كل بركة تبريد 0.75 مليون جالون في الساعة من المياه المتجمعة من نهر نهر تونج في عام 1950، تم بناء برج تبريد صلب مقوى بسعة 2.5 مليون جالون في الساعة وبدرجة حرارة 15 فهرنهايت.كانت هناك شكاوى من أن تشغيل برج التبريد سمح لمشاكل في الجليد في الطقس البارد مثل بخار الماء بسبب البرج التبريدي المتجمد
- في عام 1963، كانت هيئة توليد الكهرباء المركزية في المملكة المتحدة   تبحث في إمكانية استخدام مياه التبريد المستخدمة من محطات الطاقة لدعم تنمية الأسماك سواء للاستخدام الترفيهي أو للتغذية، في محطة كهرباء "جروف رود"  في لندن، تم تبريد المياه في أبراج تبريد خشبية طبيعية ونقلت الي برك مياه التبريد

هيئة توليد الكهرباء المركزية ارتكبت حماقة حيق نمت بعض أنواع الاسماك في البرك بشكل سريع بسبب درجة الحرارة العالية نسبيا 27  سيليسيوس